# سان آندرس دینیکوئیتی
سان آندرس دینیکوئیتی (به اسپانیایی: Municipio de San Andrés Dinicuiti) یک منطقهٔ مسکونی در مکزیک است که در اوآخاکا واقع شده‌است. سان آندرس دینیکوئیتی ۱۲۱٫۲ کیلومتر مربع مساحت و ۲٬۱۱۴ نفر جمعیت دارد.